# Линколн Јуниверсити (Пенсилванија)
Линколн Јуниверсити (енгл. Lincoln University) насељено је место без административног статуса у америчкој савезној држави Пенсилванија.

## Демографија
По попису из 2010. године број становника је 1.726.
| Група             | 2000.    | 2010.         |
| Белци             | 0 (0,0%) | 10 (0,6%)     |
| Афроамериканци    | 0 (0,0%) | 1.638 (94,9%) |
| Азијати           | 0 (0,0%) | 2 (0,1%)      |
| Хиспаноамериканци | 0 (0,0%) | 74 (4,3%)     |
| Укупно            | 0        | 1.726         |